# Либертитаун (Мериленд)
Либертитаун (енгл. Libertytown) насељено је место без административног статуса у америчкој савезној држави Мериленд.

## Демографија
По попису из 2010. године број становника је 950.
| Група             | 2000.    | 2010.       |
| Белци             | 0 (0,0%) | 875 (92,1%) |
| Афроамериканци    | 0 (0,0%) | 23 (2,4%)   |
| Азијати           | 0 (0,0%) | 15 (1,6%)   |
| Хиспаноамериканци | 0 (0,0%) | 18 (1,9%)   |
| Укупно            | 0        | 950         |